# Associação Desportiva Classista Bradesco
A Associação Desportiva Classista Bradesco, também conhecida pelo nome fantasia de Bradesco Esportes ou Bradesco Esportes e Educação, foi uma equipe brasileira de voleibol feminino da cidade de Osasco. Atuou apenas nas categorias de base de 2009 a 2023, quando encerrou sua participação no time profissional da cidade de Osasco.

## Histórico
Em 1993, o Banco de Crédito Nacional (BCN), motivado pelos bons resultados atingidos pelo basquetebol, decidiu ampliar o Programa BCN Esportes, um trabalho de iniciação esportiva que visava por meio de núcleos de treinamento formar novas atletas e divulgar o esporte por todo o país.
Devido a organização do esporte e a garantia de retorno, possibilitando que seu programa de responsabilidade social fosse ampliado de forma consistente, foi decidido a formação de uma equipe feminina de vôlei. Para isso, assinou um acordo com a prefeitura de Guarujá, que se dispunha a dar a infraestrutura necessária para os treinamentos e jogos da equipe. Nasce assim o BCN/Guarujá.
No primeiro ano de existência, o BCN/Guarujá contrata o técnico Enio Figueiredo, ex-treinador da Seleção Brasileira, para dirigir a equipe, que contaria também com jogadoras da qualidade de Isabel, Virna, Márcia Fu, Ida, Ana Cláudia Ramos, Tatá, Kika, Eliana Bobô e a levantadora peruana Rosa García. O time é apresentado à imprensa no dia 29 de maio e, a partir daí, o BCN/Guarujá passa a fazer parte da elite do vôlei brasileiro. Consegue o respeito dos adversários ao tornar-se vice-campeão do Campeonato Paulista e da Liga Nacional de Voleibol Feminino, atualmente Superliga Brasileira-Série A.
Em 1994, Isabel sai da equipe. Virna, Márcia Fu, Ida e Rosa García passam mais tempo servindo suas respectivas seleções nacionais do que no clube, e, em virtude disso, o BCN passa a contratar algumas novas revelações do vôlei, caso de Michele, Arlene Xavier, Fernanda Doval, Kátia, Patrícia Cocco, e Fabiana, além de jogadoras já consagradas como Sandra, para a disputa da Copa Sul e Campeonato Paulista. A mescla de experiência com revelações dá certo e o BCN conquista três campeonatos: o Campeonato Paulista, a Copa Sul e a Copa do Brasil.
No início de 1995, Kika deixa a equipe e para seu lugar é contratada a experiente Heloísa Roese. Na edição 1994-95 da Superliga Brasileira-Série A, o BCN consegue a incrível marca de 16 vitórias consecutivas e coloca 4 jogadoras na lista das 18 melhores da CBV: Patrícia Cocco, Fernanda Doval, Sandra e Ana Flávia. O time ganha o título simbólico do primeiro turno com duas rodadas de antecipação, chega a mais uma final e obtém novamente o vice, sob o comando do ex-supervisor e agora treinador Cláudio Pinheiro.
A direção do banco resolve mudar a sede do time do Guarujá para Osasco, em 1996. O BCN contrata o ex-treinador do Sollo/Tietê, Cacá Bizzocchi, entregando-lhe também as categorias de base. A partir daí, o banco passa a pensar mais na revelação de jogadoras. A partir desse momento a equipe passa a ser reconhecida como BCN/Osasco.
A renovação de elenco surte efeito e o BCN/Osasco em poucos meses de parceria consegue mais um título paulista, com uma base formada por: Andréia Marras, Márcia, Ângela Moraes, Josiane, Bia e Ana Cláudia Ramos, chega as finais e consegue o terceiro lugar na  edição  1996-97 da Superliga Brasileira-Série A.
A partir de 1997, o banco passa a contar com novas atletas formadas a partir dos núcleos e, entre algumas promessas, várias jogadoras deixam a equipe, além do treinador Cacá Bizzocchi. Para o seu lugar é contratado Josenildo de Carvalho. O BCN contrata algumas jovens atletas: Letícia, Andréa Teixeira, Mariana, Carla Morelli e Simone Storm, não desempenham uma boa campanha, sendo eliminado  nas quartas-de-final da Superliga Brasileira-Série A temporada 1997-98.
Para o Campeonato Paulista, aproveita as novas regras (sets em 25 pontos sem vantagens) e novamente volta a contar com jogadoras experientes: a norte-americana Danielle Scott, Gisele, Roseli e Sônia, mas perde o título para o Leites Nestlé e mais uma vez fica com vice-campeonato,dessa vez na temporada 1998-99 da Superliga Brasileira-Série A
O BCN contrata Sérgio Negrão para ocupar o lugar de treinador e coordenador, além de Ana Moser para atuar como atacante da equipe. O banco forma, assim, uma equipe que constava com Janina e as medalhistas Andréa Teixeira e Renata,as três haviam sido campeãs no Pan de Winnipeg 1999. Começa conquistando a Taça São Paulo, os Jogos Regionais de São Bernardo do Campo e os Jogos Abertos do Interior, em Araraquara, mas perde o Campeonato Paulista de 1999, pois Gisele, Ana Moser, Andréa Teixeira e Janina estavam na seleção durante a maior parte do torneio
Por causa de dores no joelho, Ana Moser decide antecipar sua aposentadoria, diante desse desfalque o BCN resolve manter praticamente a mesma formação para a disputar a edição 1999-00 da Superliga Brasileira-Série A,  mas não conquista o título da competição e no mes de abril, disputaram a Liga Sul-Americana, terminando com o vice-campeonato.
Para a nova temporada, a líbero Ricarda é contratada. Já em agosto de 2000, o BCN recebe da Federação Paulista o Troféu Eficiência, que premia o melhor desempenho de uma equipe em todas as suas categorias.
Em 2001, contrata o técnico José Roberto Guimarães, enquanto Sérgio Negrão torna o gerente do programa. O BCN traz Virna, Patrícia Cocco, Valeskinha e Arlene Xavier para reforçar a equipe. Com os reforços, o BCN conquista o seu terceiro Campeonato Paulista. O BCN também conquista o Grand Prix e a Salonpas Cup e fica com o vice-campeonato da Superliga Brasileira-Série A.
O Troféu Eficiência da Federação Paulista de Voleibol é conquistado pela terceira vez consecutiva e fica em definitivo com o BCN.
Na temporada 2002-03, a equipe do BCN venceu os Jogos Regionais, conquistou o bicampeonato do Torneio Internacional Salonpas Cup e venceu os Jogos Abertos do Interior, na cidade de Franca. A equipe ganhou ainda o tetracampeonato paulista e o título da Superliga Nacional,que é considerado o título de maior importância em sua história.
A boa campanha continuou em 2003-04, com o primeiro lugar nos Jogos Regionais de Caieiras e a conquista do quinto título paulista da história do BCN. No Campeonato Paulista, a equipe de Osasco atuou desfalcada do técnico José Roberto Guimarães, do preparador físico José Elias de Proença e das jogadoras Fernanda Venturini, Érika, Valeskinha, Bia e Paula Pequeno, pois todos estavam servindo a seleção no começo da temporada.Durante este período,o supervisor técnico Paulo Cocco,atuou como técnico.
Com as mudanças estruturais ocorridas no Bradesco, a marca BCN deixa de existir em 2003,assim o projeto social para a temporada 2003/2004 é renomeado para Finasa/Osasco e a estrutura é mantida sem alterações.
Na Superliga da mesma temporada, já atuando como Finasa e com o retorno dos integrantes da seleção, o time de Osasco permaneceu 20 partidas invicto e conquistou o bicampeonato com a impressionante marca de 26 vitórias em 29 jogos.
Após a conquista do bicampeonato da Superliga Feminina, o Finasa cedeu seis atletas (Fernanda Venturini, Valeskinha, Mari, Érika, Bia e Arlene Xavier) e toda a comissão técnica à seleção brasileira que foi aos Jogos Olímpicos de Atenas, em 2004. O Brasil ficou em quarto lugar.
No retorno ao país, as atletas e a comissão técnica do Finasa conquistaram o quarto título do Campeonato Paulista de forma consecutiva, além do vice-campeonato da Salonpas Cup e ainda o inédito Top Volley International, na Suíça.
Na Superliga, o técnico José Roberto Guimarães contou com o retorno da ponteira Paula Pequeno, após contusão no joelho esquerdo, para levar o clube ao terceiro título seguido da Superliga. Em uma série emocionante, o Finasa derrotou o rival Rexona-AdeS e chegou ao tricampeonato, com 21 vitórias em 24 jogos.
A temporada 2005/2006 começou com uma troca de comando no time adulto. Após cinco anos no clube, o técnico José Roberto Guimarães deu lugar ao seu então assistente, Paulo Cocco. A mudança também se estendeu ao time, que perdeu Érika, Dani Vieira, Nikolle Del Rio, Ana Cristina, mas ao mesmo tempo aproveitou jogadores de sua base como Mari Paraíba e Adenízia.
O Finasa ganhou o Campeonato Paulista pela quinta vez seguida, desta vez de forma invicta, e a sétima na história do clube. Já no Top Volley International, na Suíça, o time não conseguiu repetir o desempenho do ano anterior, e ficou em terceiro lugar.
Para a disputa da Superliga Feminina, o Finasa perdeu a ponteira Paula Pequeno, grávida, no meio da competição, além de ter a ponteira Mari voltando de uma operação no ombro direito. No entanto, o time contou com a ponteira Soninha em uma temporada muito inspirada, em especial nas semifinais e finais, contra o  Oi/Macaé e o Rexona-AdeS.
Nas finais da competição, após uma série épica, decidida apenas na quinta partida de uma série de ciinco jogos, o Finasa acabou perdendo o último confronto, na casa do adversário, e ficou com o vice-campeonato da Superliga Brasileira de 2005-06-Série A.
O Finasa manteve para a temporada 2008-09 as atletas:  Paula Pequeno e Carol Albuquerque, além de reforçar contratando mais duas importantes jogadoras: Thaísa e Sassá, ambas medalhistas de ouro com a seleção brasileira na Olimpíada de Pequim 2008 .Ao mesmo tempo que contratou jogadoras que se destacavam nas seleções brasileiras de categorias de base como a líbero Camila Brait, a meio-de-rede Bárbara Bruch e a oposto Lia, que foi maior pontuadora da edição anterior da Superliga.
Com a nova equipe, o Finasa foi campeão do Campeonato Paulista, Copa Brasil e conquista o tetracampeonato da Salonpas Cup. Pelas semifinais  da Superliga, venceram a equipe da Blausiegel/São Caetano, classificando-se pela oitava vez consecutiva a final desta competição e encarou na final pela quarta vez consecutiva a forte equipe do Rexona-AdeS, tal duelo teve a partida decisiva no Maracanãzinho, e foi um jogo de cinco sets, sofrendo derrota por 3x2 (tie-break), contentando-se com o vice-campeonato da Superliga Brasileira de 2008-09-Série A.
Passados dois dias dá derrota que resultou no vice-campeonato, a direção do Finasa anuncia o encerramento de suas atividades na categoria adulta, visando concentrar-se nas categorias de base, o que era o foco inicial do programa, assim como já era feito com o basquete, porém, quatro dias depois, foi anunciada a formação de uma nova equipe adulta, através de um grupo de patrocinadores em parceria com a Prefeitura de Osasco, nascendo assim o Osasco Voleibol Clube.
Em dezembro de 2023, os núcleos de especialistas do clube foram extintos, e o projeto passou a existir apenas como associação social para crianças e adolescentes.

## Resultados obtidos nas principais competições

### Principais títulos
| Nacionais | Nacionais            | Nacionais | Nacionais                                                  |
|           | Competição           | Títulos   | Temporadas                                                 |
| --------- | -------------------- | --------- | ---------------------------------------------------------- |
| Brasil    | Superliga Brasileira | 3         | 02/03, 03/04 e 04/05                                       |
| Brasil    | Copa Brasil          | 1         | 2008                                                       |
| Brasil    | Liga Nacional        | 1         | 2013                                                       |
| Estaduais |                      |           |                                                            |
|           | Competição           | Títulos   | Temporadas                                                 |
| São Paulo | Campeonato Paulista  | 10        | 1994, 1996, 2001, 2002, 2003, 2004, 2005, 2006, 2007, 2008 |
| São Paulo | Copa São Paulo       | 5         | 1999, 2004, 2005, 2006 e 2008                              |
| Outros    |                      |           |                                                            |
|           | Competição           | Títulos   | Temporadas                                                 |
| Suíça     | Torneio Top Volley   | 1         | 2004                                                       |
| Brasil    | Salonpas Cup         | 4         | 2001, 2002, 2005 e 2008                                    |

### Campanhas de destaque
Superliga
- Vice-campeão: 1994, 1995, 1996, 2002, 2006, 2007, 2008 e 2009
- 3º lugar: 1997 e 2000

 Campeonato Paulista
- Vice-campeão: 1993, 1998 e 1999